# Waltham (Maine)
Waltham es un pueblo ubicado en el condado de Hancock en el estado estadounidense de Maine. En el Censo de 2010 tenía una población de 353 habitantes y una densidad poblacional de 4,14 personas por km².

## Geografía
Waltham se encuentra ubicado en las coordenadas 44°39′51″N 68°18′42″O / 44.66417, -68.31167. Según la Oficina del Censo de los Estados Unidos, Waltham tiene una superficie total de 85.2 km², de la cual 76.85 km² corresponden a tierra firme y (9.8%) 8.35 km² es agua.

## Demografía
Según el censo de 2010, había 353 personas residiendo en Waltham. La densidad de población era de 4,14 hab./km². De los 353 habitantes, Waltham estaba compuesto por el 99.72% blancos, el 0% eran afroamericanos, el 0% eran amerindios, el 0% eran asiáticos, el 0% eran isleños del Pacífico, el 0% eran de otras razas y el 0.28% pertenecían a dos o más razas. Del total de la población el 0.57% eran hispanos o latinos de cualquier raza.